# کالین پیچ‌فورک
پیچ‌فورک (انگلیسی: Colin Pitchfork؛ زادهٔ ۲۳ مارس ۱۹۶۰) یک محکوم به قتل و تجاوز اهل بریتانیا است. او اولین فردی در تاریخ بود که به کمک تطابق DNA محکوم‌شد. او متهم به قتل و تجاوز به دو دختر بود و محکوم به حبس ابد شد.